# Jost Amman

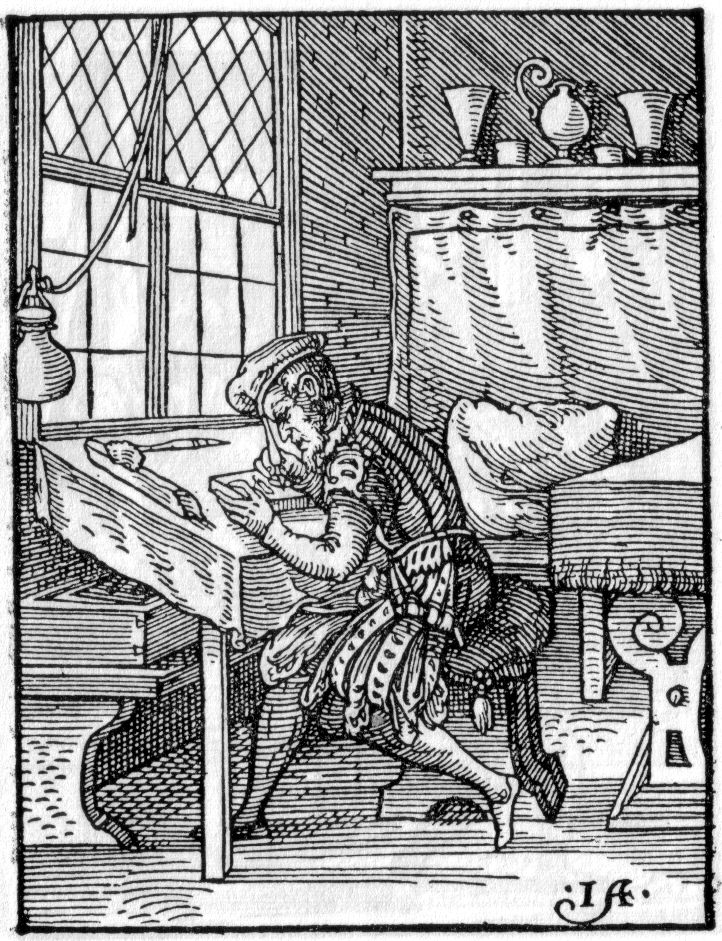
Der Formschneider av Jost Amman.

Jost Amman, född 13 juni 1539, död 17 mars 1591, var en tysk-schweizisk målare, kopparstickare och tecknare.

## Biografi
Amman var från 1561 verksam i Nürnberg. Bland Ammans kulturhistoriskt mycket värdefulla kopparstick och träsnitt märks porträtt av bland andra Martin Luther, Hans Sachs, Gaspard de Coligny och två serier porträtt av franska och bayerska furstar, kejsar Maximilian II:s apoteos, vidare en mängd bokillustrationer, av vilka särskilt hans stick för verk om dräkter, vapen och redskap ger en trogen bild av samtidens liv.